# Numba
Numba是开源的JIT编译器，它通过llvmlite绑定包，使用LLVM将包括很多NumPy函数的聚焦数值计算的Python子集，翻译成快速的机器码。它为在CPU和GPU上并行化Python代码提供了大量选项，而经常只需要微小的代码变更。
Numba由Travis Oliphant在2012年开创并在github上活跃开发而经常有新的发行。这个计划由Anaconda公司的开发者驱动，并受到DARPA、Gordon和Betty Moore基金会、Intel、Nvidia、AMD和GitHub上的社区贡献者的支持。

## 例子
Numba可以通过简单的在进行数值计算的Python函数上应用numba.jit修饰符来使用：
```
import
 
numba

import
 
random

@numba
.
jit

def
 
monte_carlo_pi
(
n_samples
:
 
int
):

    
acc
 
=
 
0

    
for
 
i
 
in
 
range
(
n_samples
):

        
x
 
=
 
random
.
random
()

        
y
 
=
 
random
.
random
()

        
if
 
(
x
**
2
 
+
 
y
**
2
)
 
<
 
1.0
:

            
acc
 
+=
 
1

    
return
 
4.0
 
*
 
acc
 
/
 
n_samples

```

即时编译在函数被调用时透明地进行：
```
>>> 
monte_carlo_pi
(
1000000
)

3.14

```

Numba的网站包含了更多的例子，还有如何从Numba获得更好的性能的信息。

## GPU支持
Numba可以把Python函数编译成GPU代码。目前能获得二个后端：
- NVIDIA CUDA[4]
- AMD ROCm HSA[5]

## 替代方式
Numba是使Python快速的方法之一，它编译包含Python和Numpy代码的特定函数。存在很多用Python进行快速数值计算的替代方式，比如Cython、TensorFlow、PyTorch、Chainer、Pythran和PyPy。

## 引用
1. ↑  . GitHub.   [2024-11-01]. （原始内容存档于2022-08-31） （英语）.
2. ↑  github（页面存档备份，存于）
3. ↑  网站 （页面存档备份，存于）
4. ↑  .   [2020-09-29]. （原始内容存档于2019-04-16）.
5. ↑  .   [2020-09-29]. （原始内容存档于2019-04-16）.
6. ↑  Pythran（页面存档备份，存于）